# 리시포스
리시포스(Lysippos, 현대 그리스어: Λύσιππος)는 기원전 4세기의 그리스의 조각가였다. 스코파스와 프락시텔레스와 함께, 헬레니즘 시대로 전환되는 고대 그리스의 위대한 3대 조각가로 여겨진다. 현존하는 로마 시대의 복제품로는 그의 스타일을 밝히는 것이 쉽지 않기 때문에 그에 대한 연구는 난맥을 겪고 있다. 큰 작업장을 가졌을 뿐만 아니라, 그를 따르는 도제들도 많았기 때문에, 그나마 시장에서 헬레네 시대, 로마 시대, 이후의 그의 작품과 생애에 대해 이해를 할 수 있다.

## 개요
그는 고전 후기의 거장으로서, 알렉산드로스의 궁정 조각가로서 활약했다. 그는 기원전 5세기에 폴리클레이토스가 정한 7등신의 인체 비례를 다시 8등신으로 바꾸고, 한층 우미한 상을 제작했다. 그는 스코파스의 격정적인 표현과 그 자신이 제창한 8등신의 인체 비례를 융합시켜, 우미하고 엄격한 그의 독특한 양식을 낳았다. 이들 세 거장의 양식은 다음 헬레니즘 시대에 들어와서 극한에 도달하게 된다.

## 대표작
그의 대표작으로는 다음과 같은 것들이 있다.
- 《몸의 흙을 터는 청년》 (로마 시대 목각. 바티칸 미술관)
- 《올림피아의 우승자, 아기아스》 (그리스 시대 모각. 델포이 미술관)
- 《알렉산드로스 대왕》 (대영박물관) 등이다.

## 같이 보기
- 그리스 조각